# Île de Werd
L'île de Werd, appelée en allemand Insel Werd est une île de l'Untersee, située sur le territoire de la commune thurgovienne d'Eschenz.

## Géographie
Werd est l'île principale d'un petit archipel. Elle s'élève à 398 mètres, soit deux mètres au-dessus du niveau du lac. Elle est reliée à la rive sud par un pont de bois de 125 mètres de long.
Les deux autres petites îles du l'archipel sont propriétés de la commune schaffhousoise de Stein am Rhein ; elles sont inhabitées et sont protégées comme réserves naturelles.

## Histoire
Les premières traces d'occupation humaine de l'île remontent en 5000 av. J.-C. sous la forme de cités lacustres. Des pierres taillés par des chasseurs-cueilleurs et datant du Middle Stone Age y ont été découvertes. Plus tard, au Néolithique, l'île devient un lieu de résidence idéal comme le prouvent les nombreux artéfacts découverts entre 1931 et 1935 lorsque l'île a été excavée, puis à nouveau pendant l'hiver 2005 - 2006 alors que le niveau du lac tomba bien plus bas que la normale. Certains des objets découverts à cette occasion sont exposés sur place, alors que d'autres ont été regroupés dans les musées d'histoire de Frauenfeld et d'Eschenz.
En 50 av. J.-C., les Romains construisirent un pont à chevalets reliant la Rhétie et la Germanie supérieure à travers l'île. Les deux sections du pont, d'une largeur de 7 mètres, mesuraient respectivement 220 et 217 mètres. L'île fait alors partie du vicus de Tasgaetium.
Saint Othmar, le premier abbé du monastère de Saint-Gall, a été envoyé en 759 en exil sur l'île de Werd. Il y est mort le 16 novembre de la même année. Une chapelle fut bâtie au Xe siècle en son honneur sur l'emplacement de sa tombe, même si son corps fut rapatrié au monastère dix ans après sa mort.
À la même époque, l'empereur Otton Ier du Saint-Empire offrit l'île à l'abbaye territoriale d'Einsiedeln ; elle est depuis louée par les franciscains qui vivent dans la maison attenante à la chapelle. L'ensemble de l'île est inscrite comme  bien culturel suisse d'importance nationale pour ses vestiges archéologiques.

## Sources
- (de) Cet article est partiellement ou en totalité issu de l’article de Wikipédia en allemand intitulé « Werd (Bodensee) » (voir la liste des auteurs).